# Eunice austropacifica
Eunice austropacifica är en ringmaskart som beskrevs av Orensanz 1990. Eunice austropacifica ingår i släktet Eunice och familjen Eunicidae. Inga underarter finns listade i Catalogue of Life.